# Renato Chiaberto
Renato Tommaso Chiaberto, més conegut com a Renato Chiaberto   (Torí, 21 de desembre de 1962), és un ex-pilot de trial italià. Durant la dècada del 1980 va ser un dels competidors destacats del Campionat del Món de trial. A banda, va guanyar el Trial de les Nacions l'any 1987 integrant l'equip estatal i va ser dues vegades Campió d'Itàlia (1984-1985).
Actualment Chiaberto és l'importador de Sherco a Itàlia.

## Palmarès
| Any          | Motocicleta  | Campionat del Món | TDN | Campionat d'Itàlia | Títols |
| ------------ | ------------ | ----------------- | --- | ------------------ | ------ |
| 1981         | Fantic       | -                 | -   |                    | -      |
| 1982         | OSSA         | 19è               | -   |                    | -      |
| 1983         | Fantic       | 20è               | -   |                    | -      |
| 1984         | Fantic       | 13è               | 3r  | 1r                 | 1      |
| 1985         | Fantic       | 10è               | 3r  | 1r                 | 1      |
| 1986         | Fantic       | 9è                | 2n  |                    | -      |
| 1987         | Fantic/Beta  | 7è                | 1r  |                    | 1      |
| 1988         | Beta         | 9è                | 2n  |                    | -      |
| 1989         | Beta         | 13è               | 2n  |                    | -      |
| 1990         | Beta         | 23è               | -   |                    | -      |
| Total títols | Total títols | 0                 | 1   | 2                  | 3      |

Notes
1. ↑  La classificació consignada a TDN fa referència a la posició final obtinguda per l'equip estatal
2. ↑  Al total de títols s'hi compten tots els campionats estatals o internacionals guanyats, incloent-hi el TDN